# E3 Harelbeke 1968
De E3 Harelbeke 1968 is de elfde editie van de wielerklassieker E3 Harelbeke en werd verreden op 23 maart 1968. Jaak De Boever kwam na 216 kilometer als winnaar over de streep. De gemiddelde uursnelheid van de winnaar was 39,04 km/u.

## Uitslag
| Rang | Naam                 | Tijd   |
| ---- | -------------------- | ------ |
| 1    | Jaak De Boever       | 5u32'  |
| 2    | Jos Huysmans         | z.t.   |
| 3    | Herman Vanspringel   | +50"   |
| 4    | Eric Leman           | z.t.   |
| 5    | Daniel Van Ryckeghem | +1'50" |
| 6    | Gerben Karstens      | z.t.   |
| 7    | Valère Van Sweevelt  | z.t.   |
| 8    | Harrie Steevens      | z.t.   |
| 9    | Jan Janssen          | z.t.   |
| 10   | Wim Schepers         | z.t.   |